# Upton (Maine)
Upton ist eine Town im Oxford County des Bundesstaates Maine in den Vereinigten Staaten. Im Jahr 2020 lebten dort 69 Einwohner in 192 Haushalten auf einer Fläche von 108,34 km².

## Geographie
Nach dem United States Census Bureau hat Upton eine Gesamtfläche von 108,34 km², von der 102,33 km² Land sind und 6,01 km² aus Gewässern bestehen.

### Geographische Lage
Upton liegt im Nordwesten des Oxford Countys. Im Westen grenzt das Coös County, New Hampshire an. Im Nordwesten grenzt der Umbagog Lake an, im Osten liegt der B Pond. Die Oberfläche des Gebietes ist eher eben, die höchste Erhebung ist der 619 m hohe Rabbit Knoll.

### Nachbargemeinden
Alle Entfernungen sind als Luftlinien zwischen den offiziellen Koordinaten der Orte aus der Volkszählung 2010 angegeben.
- Norden: Magalloway, 10,6 km
- Osten und Süden: North Oxford, Unorganized Territory, 22,6 km
- Südwesten: Cambridge, Coös County, New Hampshire, 11,9 km
- Nordwesten: Errol, Coös County, New Hampshire, 10,4 km

### Stadtgliederung
In Upton gibt es zwei Siedlungsgebiete: Lower Dam und Upton (Upton Hill).

### Klima
Die mittlere Durchschnittstemperatur in Upton liegt zwischen −11,1 °C (12 °F) im Januar und 18,3 °C (65 °F) im Juli. Damit ist der Ort gegenüber dem langjährigen Mittel Maines um etwa 2 Grad kühler. Die Schneefälle zwischen Oktober und Mai liegen mit deutlich mehr als zwei Metern (bei einem Spitzenwert im Januar von knapp 50 cm) ungefähr doppelt so hoch wie die mittlere Schneehöhe in den USA. Die tägliche Sonnenscheindauer liegt am unteren Rand des Wertespektrums der USA.

## Geschichte
Upton wurde am 9. Februar 1860 als Town organisiert. Zuvor war es als Letter B. Plantation organisiert.

### Einwohnerentwicklung
| Volkszählungsergebnisse – Town of Upton, Maine | Volkszählungsergebnisse – Town of Upton, Maine | Volkszählungsergebnisse – Town of Upton, Maine | Volkszählungsergebnisse – Town of Upton, Maine | Volkszählungsergebnisse – Town of Upton, Maine | Volkszählungsergebnisse – Town of Upton, Maine | Volkszählungsergebnisse – Town of Upton, Maine | Volkszählungsergebnisse – Town of Upton, Maine | Volkszählungsergebnisse – Town of Upton, Maine | Volkszählungsergebnisse – Town of Upton, Maine | Volkszählungsergebnisse – Town of Upton, Maine |
| Jahr                                           | 1800                                           | 1810                                           | 1820                                           | 1830                                           | 1840                                           | 1850                                           | 1860                                           | 1870                                           | 1880                                           | 1890                                           |
| ---------------------------------------------- | ---------------------------------------------- | ---------------------------------------------- | ---------------------------------------------- | ---------------------------------------------- | ---------------------------------------------- | ---------------------------------------------- | ---------------------------------------------- | ---------------------------------------------- | ---------------------------------------------- | ---------------------------------------------- |
| Einwohner                                      |                                                |                                                |                                                |                                                |                                                |                                                | 219                                            | 187                                            | 245                                            | 232                                            |
| Jahr                                           | 1900                                           | 1910                                           | 1920                                           | 1930                                           | 1940                                           | 1950                                           | 1960                                           | 1970                                           | 1980                                           | 1990                                           |
| Einwohner                                      | 242                                            | 306                                            | 123                                            | 166                                            | 174                                            | 105                                            | 35                                             | 54                                             | 65                                             | 70                                             |
| Jahr                                           | 2000                                           | 2010                                           | 2020                                           | 2030                                           | 2040                                           | 2050                                           | 2060                                           | 2070                                           | 2080                                           | 2090                                           |
| Einwohner                                      | 62                                             | 113                                            | 69                                             |                                                |                                                |                                                |                                                |                                                |                                                |                                                |

## Kultur und Sehenswürdigkeiten

### Bauwerke
In Upton wurden mehrere Bauwerke unter Denkmalschutz gestellt und  ins National Register of Historic Places aufgenommen.
- Forest Lodge, 2008 unter der Register-Nr. 08001257.[9]
- Upton Grange No. 404, 2008 unter der Register-Nr. 00001206.[10]

## Wirtschaft und Infrastruktur

### Verkehr
Die Maine State Route 26 verläuft durch den südwestlichen Winkel der Town. Sie verbindet Upton mit Errol in New Hampshire und Newry.

### Öffentliche Einrichtungen
In Upton gibt es kein eigenes Krankenhaus. Das nächstgelegene Krankenhaus ist das Rumford Hospital in Rumford.
Die nächstgelegenen Büchereien befinden sich in Bethel und Andover.

### Bildung
Für die Schulbildung in Upton ist das Upton School Department zuständig.